# Petroli

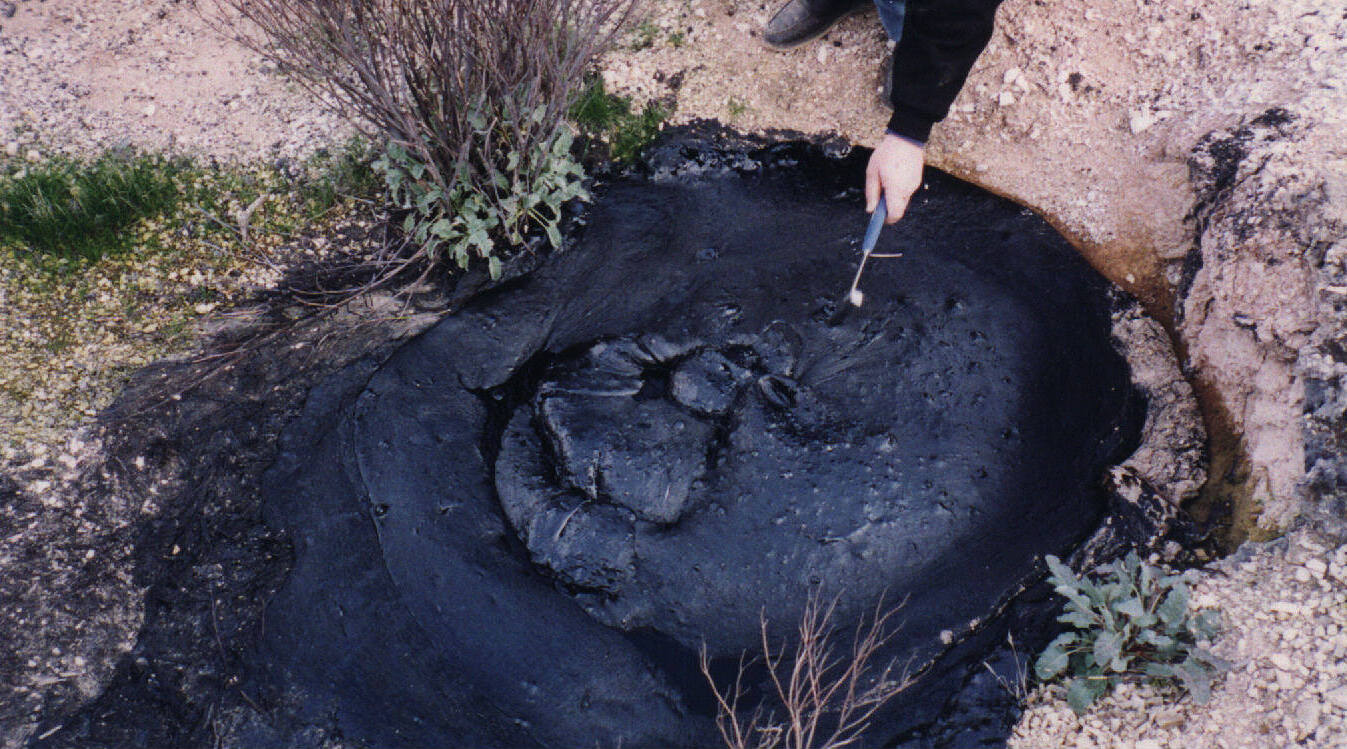
Ullal o surgència de petroli en la regió californiana anomenada McKittrick Oil Field

El petroli és una barreja complexa heterogènia d'hidrocarburs, composts/formats per hidrogen i carboni. Els petrolis es diferencien molt entre si, poden ser des de groguencs i líquids a negres i viscosos. Aquestes diferències són degudes a les relacions entre els tipus d'hidrocarburs. És un recurs natural no renovable, primera matèria de nombrosos materials i productes i, com a combustible fòssil, la principal font d'energia primària al món.
Els components químics del petroli se separen i obtenen per destil·lació mitjançant un procés de refineria. D'ell s'extrauen diferents productes, entre altres: propà i butà, gasolina, querosè, gasoil, fueloil, olis lubricants, asfalts, carbó de coc…
Aquesta mescla d'hidrocarburs apareix generalment associada a grans dipòsits de gas natural, en jaciments tancats durant milers d'anys sota terra, coberts pels estrats superiors de l'escorça terrestre.

## Origen

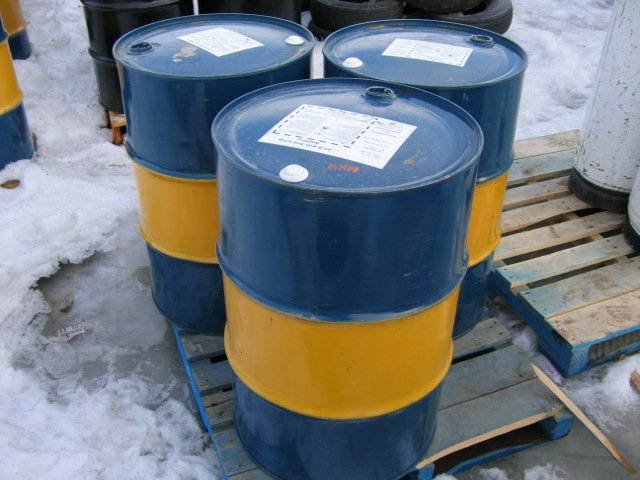
Barrils de petroli aïllats del terra glaçat.

El petroli s'origina a les conques marines poc profundes on proliferen grans quantitats de plàncton. Quan moren, el plàncton s'acumula juntament amb una gran quantitat de matèria orgànica que queda entre el fang del fons de la conca sedimentària. Si aquests organismes estan massa temps sobre el fons marí, sofriran un procés d'oxidació. També, si queden fora del contacte amb l'oxigen dissolt a l'aigua marina en quedar soterrats per un sediment inorgànic impermeable, patirà un procés diagenètic en condicions d'anaerobiosi, on participa l'augment de pressió i temperatura juntament amb l'acció de bacteris anaerobis que transformen la matèria orgànica en hidrocarburs. En una primera fase, té lloc alhora la compactació i la litificació del sediment: els bacteris degraden els organismes vius amb els quals s'alimenten, i transformen els residus en una substància insoluble orgànica amb estructures cícliques que s'anomena querogen i que constitueix la primera matèria del petroli.
El petroli es produeix per la transformació dels àcids grassos del querogen que es transformen en hidrocarburs pesants i que després d'un procés de maduració es trenquen i originen hidrocarburs líquids i gasosos.
Una vegada formats els hidrocarburs a l'interior del sediment, en la seva transformació poden passar dues coses:
1. Que el petroli es quedi a l'interior de la roca on es va formar, que normalment és impermeable i de textura fina. Aquestes roques s'anomenen pissarres bituminoses, i la seva explotació comercial no és gaire rendible, ja que cal realitzar processos d'excavació, trituració i destil·lació de grans quantitats de roques fins a poder obtenir petroli líquid. Es tracta de processos que requereixen una gran quantitat d'aigua i generen una gran quantitat de residus rocosos (gran impacte ecològic). Els jaciments més importants d'Espanya es troben a Puertollano (Ciudad Real)
2. Migració del petroli. Si la roca ha quedat soterrada a gran profunditat, és molt possible que el petroli s'escapi cap a zones superiors fins a un altre material de major porositat i permeabilitat, per causa de la forta compactació.

El petroli no es troba en un determinat tipus de roca sinó que impregna qualsevol roca que sigui prou porosa (que tingui força forats). A més del petroli, en aquestes roques també s'hi troba metà i aigua salada, provinents del seu procés de formació.

### Teoria abiogènica
Una antiga teoria sobre la formació del petroli, proposada per Nikolai Kudrselazan, deia que de fet grans quantitats de carboni existeixen de manera natural a l'interior del planeta, algunes en forma d'hidrocarburs. Els proponents d'aquesta teoria creuen que les reserves mai s'exhaureixen perquè es reomplen per la part inferior, però la veritat és que manca de suport científic i s'ha anat aparcant progressivament a mesura que ha evolucionat la comprensió dels fenòmens geològics.
Segons la teoria, els hidrocarburs serien menys densos que altres fluids aquosos, i migrarien ascendentment cap a la superfície terrestre a través de grans xarxes de fractures. Els organismes microbials extremòfils serien en part la causa dels marcadors biològics trobats al petroli, però la teoria no explicava el seu rol en la formació, alteració o contaminació dels diversos dipòsits d'hidrocarburs. La teoria suggereix que aquests hidrocarburs, incloent-hi el petroli i el gas metà, migraria cap a la superfície, de vegades arrossegant heli, nitrogen i metalls pesants, però no explica per què un líquid com el petroli pujaria espontàniament en sentit contrari a la gravetat.
Els càlculs termodinàmics i els estudis experimentals confirmen que els n-alcans (hidrocarburs components del petroli) no evolucionen espontàniament del metà a les pressions típiques de les basses sedimentàries, sinó que calen altes temperatures i pressions, que a la Terra es troben a almenys dos-cents quilòmetres de profunditat.
Tampoc no es coneix cap explotació que hagi sigut descoberta utilitzant les prediccions de la teoria abiogenètica, i a més, el 99% dels jaciments es localitzen en roques permeables descobertes gràcies a la predicció de les trampes de petroli.

### Teoria biogènica
Actualment se sap que el petroli es forma molt lentament a partir de l'acumulació d'enormes quantitats de restes prehistòriques d'animals marins i de vegetals terrestres. Durant milions d'anys, mesclats amb sediments, davall la intensa acció de la compressió i la calor generada, es transformen en petroli i en gas. Aquest petroli i gas, per desplaçament, passa a impregnar roques més poroses i permeables i s'acumula formant una bossa de cru, que sovint se situa entre una bossa de gas i una bossa d'aigua salada. D'allí, aquest petroli i gas es poden extraure mitjançant perforació i bombar-se fins al seu emmagatzemament previ al seu refinament.
Històricament, en el passat, abans de ser demostrat, s'havia denominat aquesta teoria "teoria biogènica" (el petroli prové de restes d'éssers vius), en contraposició a la teoria dita "abiogènica", segons la qual el petroli es formava de manera continuada, ràpida i espontàniament a l'interior de la Terra.

## Composició
El petroli està compost d'hidrocarburs, composts d'hidrogen i carboni, en la seua majoria hidrocarburs parafínics (CnH2n+2), naftènics (CnH2n), aromàtics(CnH2n-6), policíclics i olefínics; que caracteritzen aquest petroli. Junt amb quantitats variables de derivats hidrocarbonats de sofre (sulfur d'hidrogen, tiofè, mercaptans i altres sulfurs i compostos); compostos d'oxigen (alcohols, fenols resines i àcids orgànics); compostos de nitrogen (piridines, quinoleines, indoles, pirrols, etc.); compostos metàl·lics (porfirianes de vanadi, níquel, etc.) i compostos inorgànics, que inclouen sals procedents de l'aigua salada, argiles, sorres i compostos similars. No hi ha pràcticament olefines ni compostos no saturats (amb només enllaços simples).
La composició elemental del petroli brut o cru és sempre única per a cada jaciment, però varia entre límits molt estrets, ja que al final la major part de tots els diferents petrolis són hidrocarburs que tenen una relació entre carboni i oxigen pràcticament constant. Tenen entre un 83% i un 87% de carboni, un 11%-15% d'hidrogen, un 0,1%-6,0% de sofre, un 0,1%-1,5% de nitrogen i un 0,3%-1,2% d'oxigen.
També pot contenir quantitats variables de gas dissolt i aigua en suspensió o en emulsió. Els seus components útils s'obtenen per destil·lació en les refineries de petroli. Els components no desitjats: sofre, oxigen, nitrogen, metalls, aigua, sals, etc. s'eliminen mitjançant processos fisicoquímics.

## Petroli brut
El petroli brut, dit també, per castellanisme, petroli cru, és el petroli tal com s'extreu, abans de passar per qualsevol tipus de procés. Està compost d'una barreja d'hidrocarburs parafínics, naftènics i aromàtics que s'extreu de jaciments naturals de terra o mar. La seva composició varia a cada jaciment, i segons a quin, pot contenir també altres substàncies en petites quantitats, com compostos oxigenats, compostos de sofre o metalls. El petroli cru té un elevat poder calorífic, d'uns 43 megajoules per a cada quilogram, alguns dels elements que el componen, com per exemple la gasolina, el tenen més alt, i d'altres el tenen més baix.
El cru de petroli no s'utilitza directament. Serveix de primera matèria per a processos de refinatge per etapes, a cada una de les quals hom obté diversos productes, com gasolina, gasoil, fueloil, olis lubricants, ceres, asfalts, coc de petroli, etc. En algunes etapes se n'obtenen primeres matèries usades a la indústria petroquímica per a la fabricació de nombrosos tipus de plàstic, com per exemple el polietilè, el polipropilè, el poliestirè o el PVC.

### Tipus de petroli bruts
Es distingeix entre el petroli brut lleuger, el petroli brut pesat i l'extra pesat. El primer té un baix contingut en ceres, cosa que fa que la seva densitat i viscositat siguin menys elevades que en altres tipus, cosa que fa que siguin més fàcils de transportar i bombar.
Un altre tipus pel que fa a la seva composició és el petroli brut dolç, que pot ser lleuger o pesat i es caracteritza per tenir un baix (considerem que és baix si és menor del 0,5%) contingut en sofre. Els que tenen més sofre es diuen agres.

## Extracció

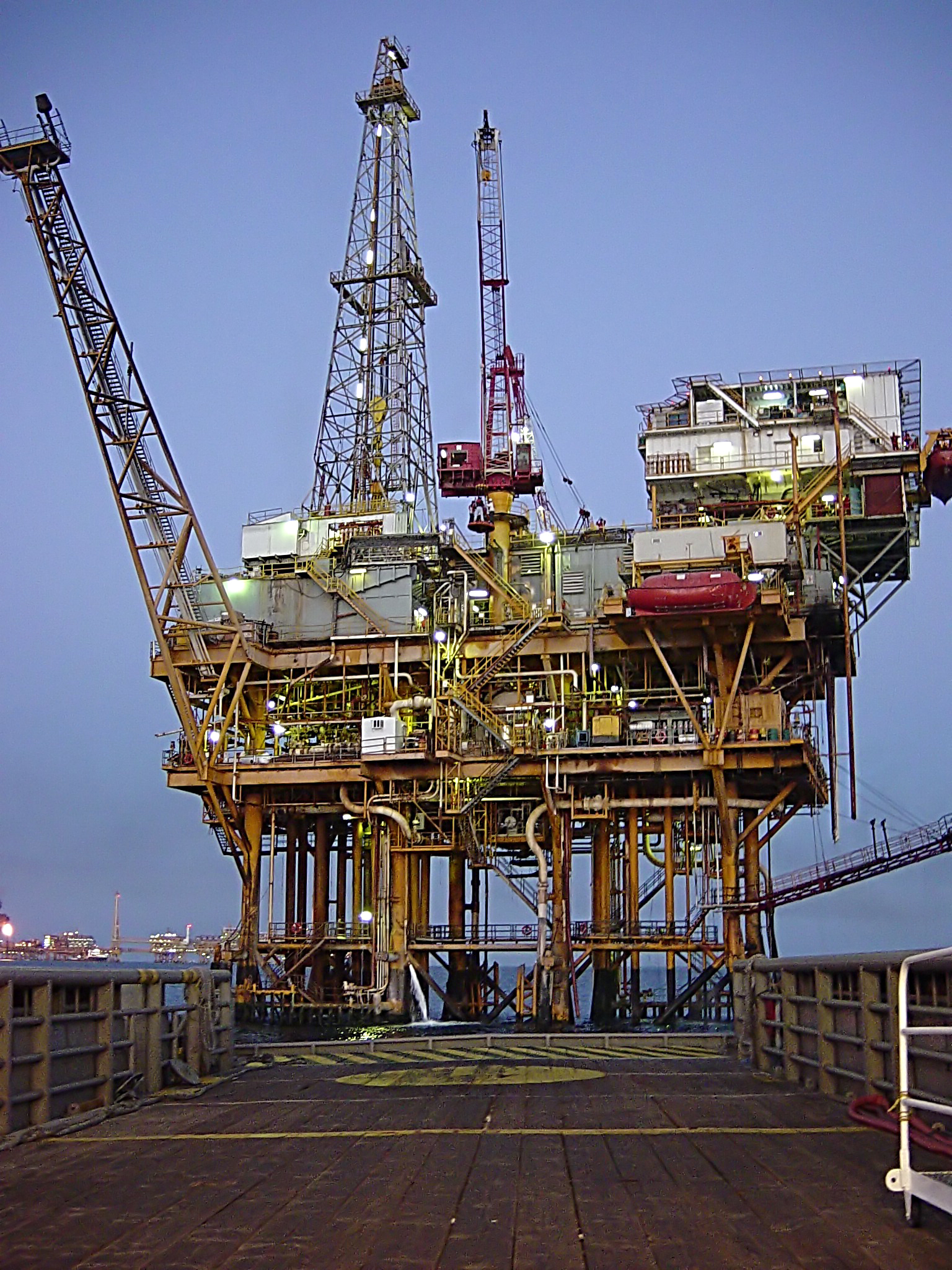
Plataforma petroliera

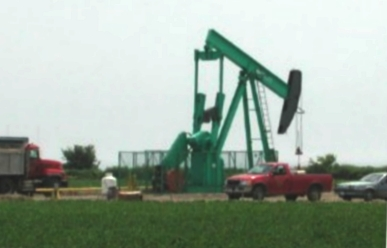
Pou de petroli

S'extreu mitjançant la perforació d'un pou sobre el jaciment. Si la pressió de la bossa de gas és prou, forçarà l'eixida natural del petroli a través del pou que es connecta mitjançant una xarxa d'oleoductes cap al seu emmagatzemament, el seu transport mitjançant vaixells petroliers i el seu refinament. Durant la vida del jaciment, la pressió descendirà i serà necessari usar altres tècniques per a l'extracció del petroli. Aquestes tècniques inclouen l'extracció mitjançant bombes, la injecció d'aigua o la injecció de gas, entre d'altres.

## Història
Des de l'antiguitat el petroli apareixia de manera natural en certes regions terrestres com són els països d'Orient Mitjà.
Fa 6.000 anys els assiris i babilonis el feien servir per a apegar rajoles i pedres; els egipcis, per a greixar pells; i les tribus precolombines de Mèxic van pintar-hi escultures.
El químic James Young va notar una filtració natural de petroli a la mineria Riddings d'Alfreton al comtat de Derbyshire al Regne Unit, a partir de la qual va destil·lar un oli lleuger i prim adequat per a oli de llum, alhora que va obtenir un oli més viscós adequat per a la lubricació de maquinària. El 1848 va establir una petita empresa per refinar el petroli cru, i va descobrir que mitjançant una destil·lació lenta en podia obtenir una sèrie de líquids útils, un dels quals va anomenar «oli de parafina» perquè a baixes temperatures es congelava en una substància semblant a la cera de parafina. La producció d'aquests olis i cera de parafina sòlida a partir del carbó va ser objecte de la seva patent amb data del 17 d'octubre de 1850. El 1850 Young & Meldrum i Edward William Binney es van associar sota el títol d'EW Binney & Co. a Bathgate a West Lothian i E. Meldrum & Co. a Glasgow; els seus treballs a Bathgate es van completar el 1851 i es van convertir en les primeres obres petrolieres realment comercials del món amb la primera refineria de petroli moderna. La primera refineria de petroli del món va ser construïda l'any 1856 per Ignacy Łukasiewicz. Els seus èxits també van incloure el descobriment de com destil·lar querosè a partir del petroli de filtració, la invenció del llum modern de querosè (1853), la introducció del primer fanal modern d'Europa el 1853 i la construcció del primer pou de petroli modern del món el 1854.

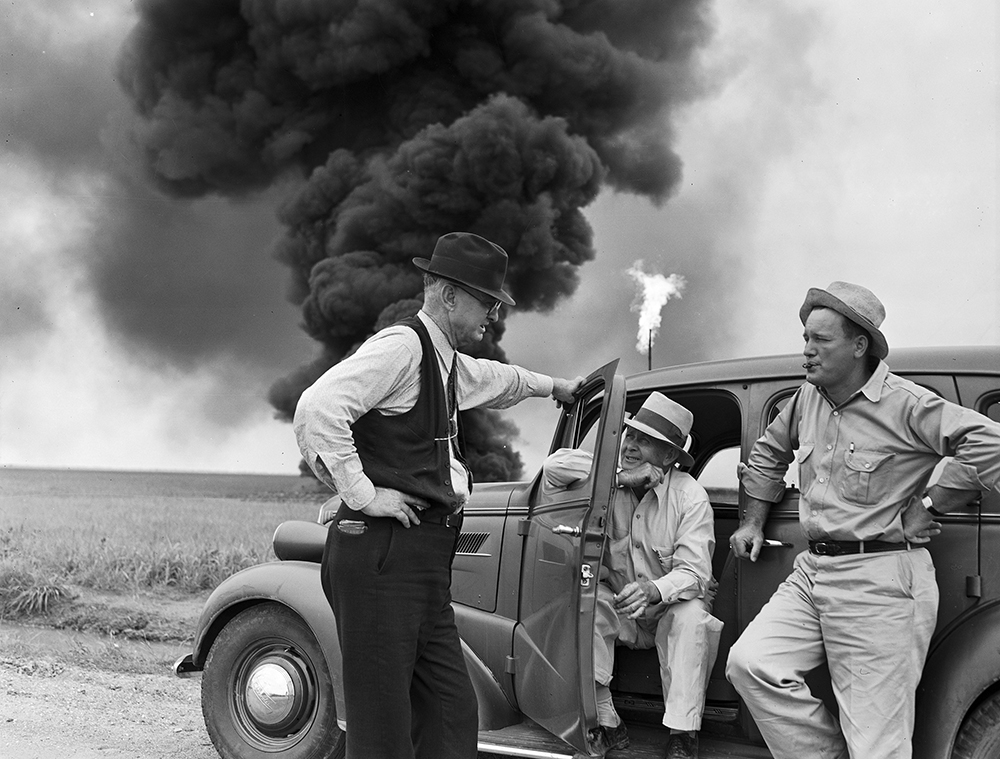
Cap i treballadors conversen mentre cremen les primeres tones de petroli a sorgir del pou, car la qualitat n'és inferior. Texas 1938.

La demanda de petroli com a combustible per a il·luminació a Amèrica del Nord i arreu del món va créixer ràpidament. El pou d'Edwin Drake de 1859 a prop de Titusville, a Pennsilvània es considera popularment el primer pou de petroli modern, i consideren aquesta data com la del «descobriment» del petroli. Ja el 1858 Georg Christian Konrad Hunäus havia trobat una quantitat important de petroli mentre perforava el lignit el 1858 a Wietze a Alemanya. Wietze més tard va proporcionar al voltant del 80% del consum alemany a l'era guillerminista.
El 14 de setembre de 1960 a Bagdad (Iraq) es constitueix la OPEP.

### A Catalunya
A Catalunya es té constància per primera vegada del comerç amb petroli el 1849 al Port de Barcelona, on van entrar "22 lliures de petroli per un valor de 176 rals". La primera explotació dins del territori català fou la de la Mina de Riutort, al municipi de Guardiola de Berguedà, que va estar activa entre 1906 i 1916. Es van fer projectes similars a municipis com Sant Joan de les Abadesses o Puig-Reig.

## Situació actual

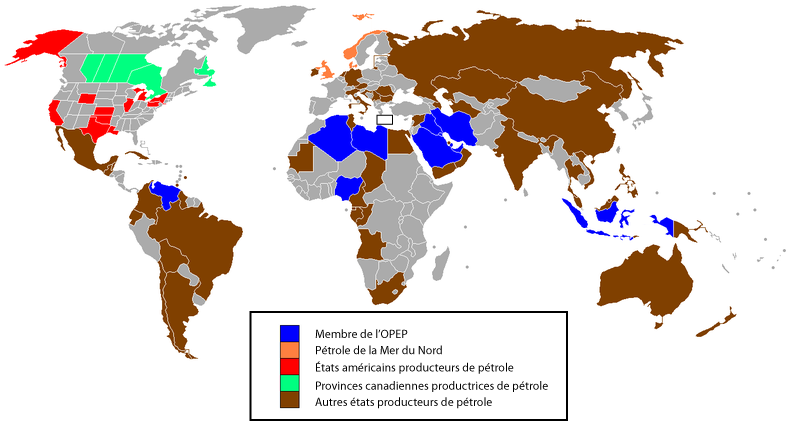
Països exportadors de petroli

Els principals productors de petroli són l'Aràbia Saudita, l'Iraq, Kuwait, Veneçuela, Mèxic, Rússia, els Estats Units, el Canadà i el Regne Unit, entre d'altres.
La combustió dels seus derivats produeix productes residuals: partícules, CO₂, SOx (òxids de sofre), NOx (òxids nitrosos), etc. Els vessaments de petroli suposen una forta amenaça al medi ambient marí.
A causa de la importància fonamental per a la indústria manufacturera i el transport, l'increment del preu del petroli pot ser responsable de grans variacions en les economies locals i provoca un fort impacte en l'economia global.
Com a substàncies alternatives als combustibles derivats del petroli hem de citar el "petroli blau"; el biodièsel, un agrocombustible amb característiques comparables al dièsel que s'extrau principalment de les llavors oleaginoses; o el bioetanol, alcohol procedent de restes vegetals, que es pot utilitzar mesclant-lo amb altres combustibles o per a la fabricació d'èters. També es pot obtenir un combustible líquid semblant al petroli a partir del carbó.

### A Espanya
El 2014, a Espanya, diverses companyies privades han obtingut del Ministeri d'Indústria 139 permisos concedits o en tramitació per a prospectar i explotar reserves d'hidrocarburs (petroli i gas natural, que solen trobar-se junts). La majoria afecten zones costaneres de les illes Canàries i els Països Catalans. Aquestes empreses, com Repsol o Cairn Energy, estan unides a l'Associació Espanyola de Companyies d'Exploració i Producció d'Hidrocarburs (ACIEP). El seu president afirma que des de 1970 no s'havien interessat tant per aquests petits jaciments de petroli.
El dia 7 de juny de 2014 va haver-hi una sèrie de manifestacions contra les prospeccions a deu ciutats de Madrid, Canàries, País Valencià, Catalunya i Balears. Diverses entitats, entre les quals es troben els governs de les illes Canàries i Balears, argumenten que les explotacions només beneficiaríen l'economia de les empreses promotores, perjudicant la dels seus ciutadans, a més dels riscos i danys efectius sobre les persones i el medi ambient en general.
A Canàries, Repsol realitza actualment sondejos a 55 km de Lanzarote, 50 km de Fuerteventura i 11 km una àrea marina en vies de ser declarada zona protegida pel programa Life+Indemares de la Unió Europea.

### Als Països Catalans
Als Països Catalans, tot i no ésser una de les àrees productores més importants, hi ha diferents àrees d'extracció de petroli, especialment a la Mar Catalana. Tanmateix, es considera que també hi ha jaciments continentals situats a la Catalunya Central. A Catalunya hi va haver una plataforma petroliera, la Casablanca, a la costa de Tarragona.
A les illes Balears el govern mateix s'oposa als sondejos i prospeccions. També s'hi ha constituït la plataforma unitària Aliança Mar Blava, que inclou més de cent entitats i institucions que s'oposen activament als projectes de prospeccions en aigües de les illes.
El 2008 el govern estatal va concedir a empresa Cairn Energy, a través de la filial Capricorn Spain Limited, les concessions de reserva d'una gran zona del golf de València, tot i que encara no han aconseguit els permisos que calen per a iniciar les prospeccions. En desembre de 2013 va sortir a exposició pública un projecte que ha iniciat els tràmits per a demanar poder realitzar prospeccions al golf de valència, en una àrea situada a uns 50 km del port de València, uns 50 km d'Eïvissa i 28 km de les illes Columbretes, que són reserva natural del País Valencià.

## Reserves
Si l'extracció continua al mateix ritme que en el 2002, llevat que es trobaren nous jaciments, les reserves mundials durarien aproximadament 42 anys. Es calcula que queden uns 143.000 milions de tones (1,05 bilions de barrils) o sigui que s'ha d'estalviar més petroli perquè moltes coses del món van amb petroli.
| Reserves de Petroli en el món | Reserves de Petroli en el món | Reserves de Petroli en el món | Distribució i anys de reserva (2001) |
| Regió                         | Producció                     | Percentatge                   | Reserva en anys                      |
| Europa                        | 18,7                          | 1,8%                          | 7-8                                  |
| Àsia-Pacífic                  | 43,8                          | 4,2%                          | 15,5                                 |
| Amèrica del Nord              | 63,9                          | 6,1%                          | 13,5                                 |
| Ex-Unió Soviètica             | 65,4                          | 6,2%                          | 21                                   |
| Àfrica                        | 75,7                          | 7,3%                          | 27,5                                 |
| Amèrica del Sud/Central       | 96                            | 9,1%                          | 39                                   |
| Orient Mitjà                  | 685,6                         | 65,3%                         | 87                                   |
| Total                         | 1050                          | 100%                          | 43,5                                 |

## El petroli en els conflictes bèl·lics
Hi ha hagut atacs a infraestructures d'extracció i emmagatzematge a diversos conflictes armats. Els estats enemics pretenen danyar-se econòmicament mitjançant la minva de producció o exportació. En hiverns amb baixes temperatures, la finalitat també pot ser obligar la població a fugir per manca de calefacció a les llars i altres edificis.
Invasió d'Ucraïna per Rússia.
Guerres del Golf.

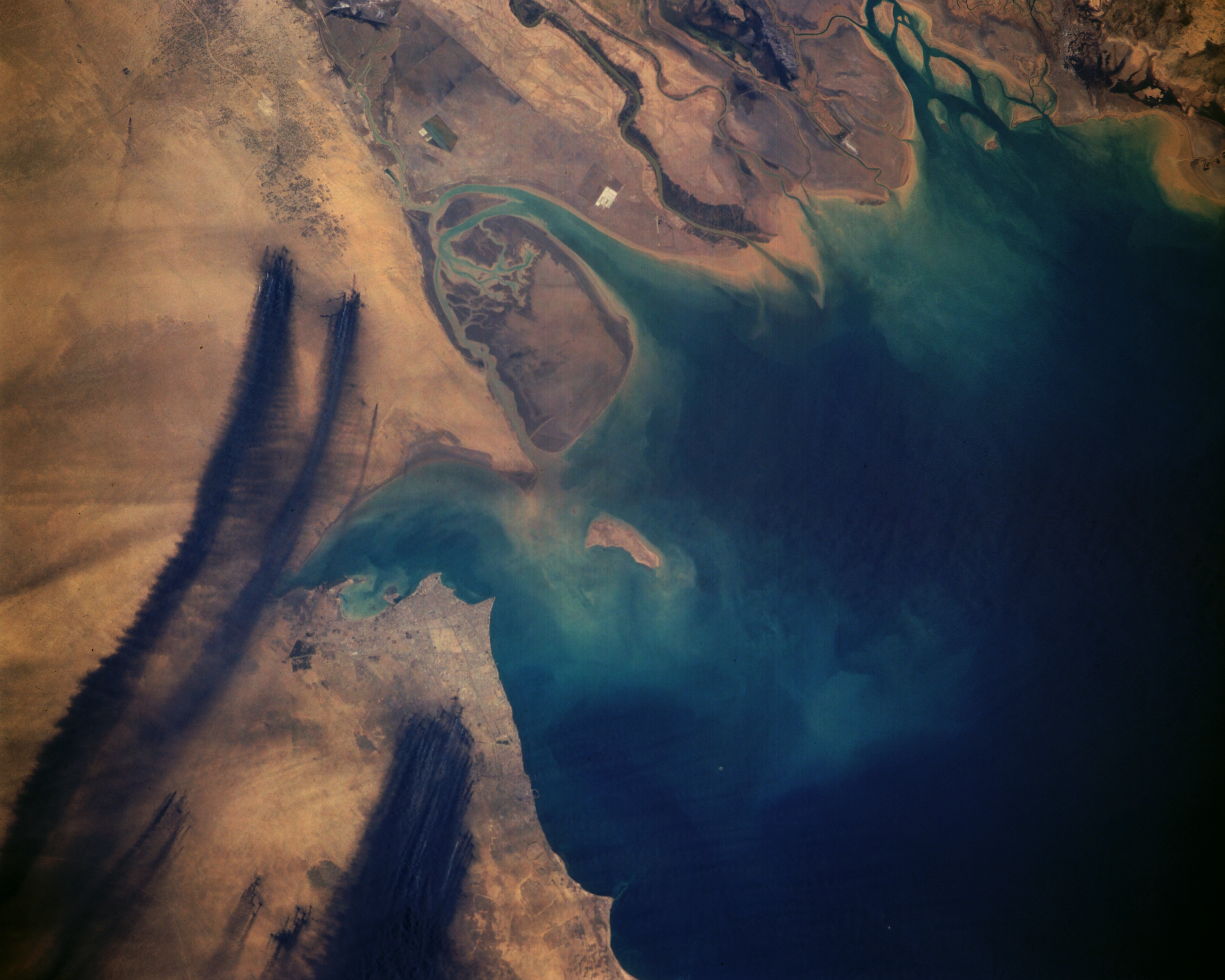
Fumades del centenars de pous incendiats (O.T.D.)
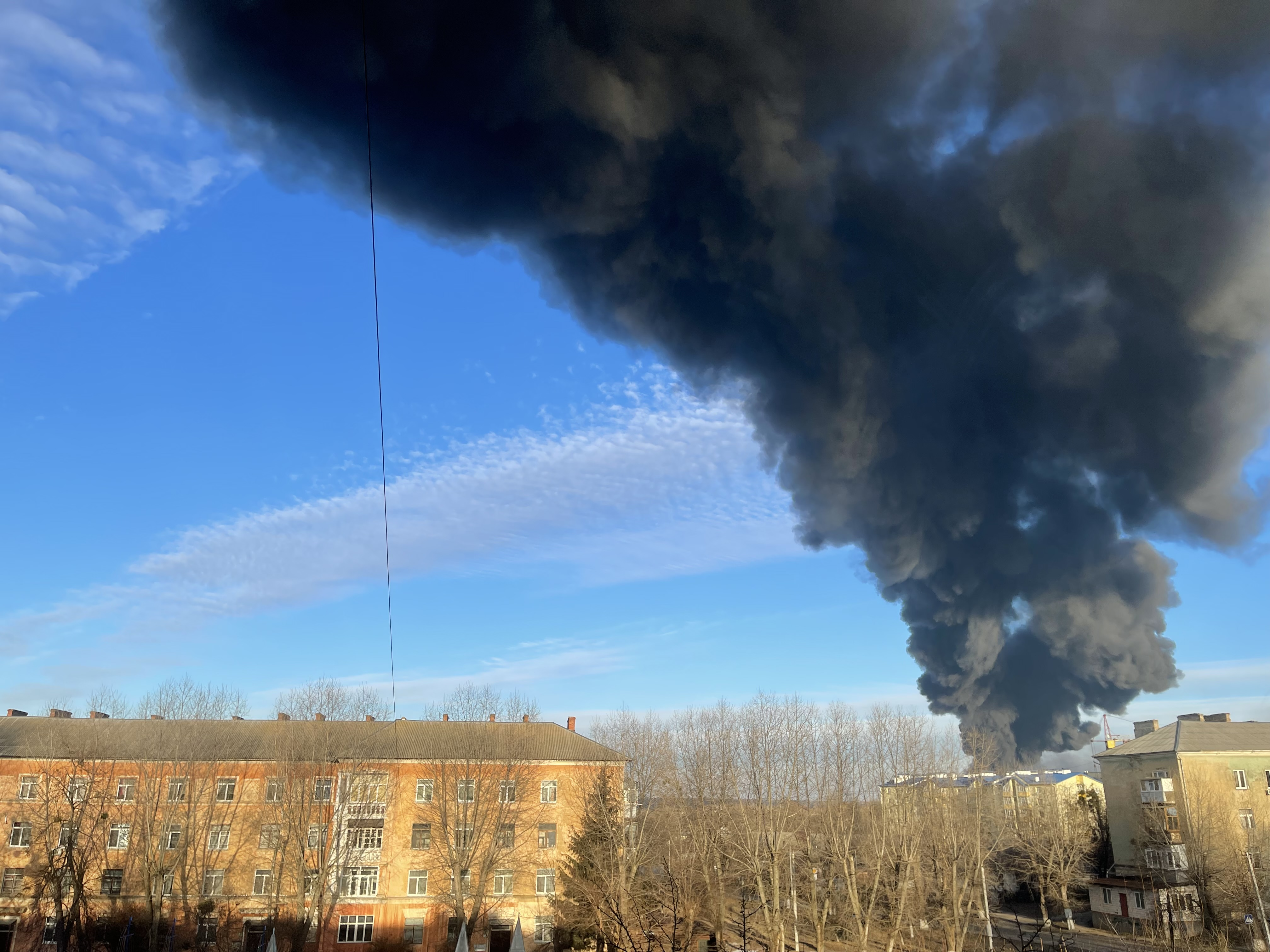
Dipòsit de petroli ucraïnès incendiat per un míssil rus.